# Vélib'

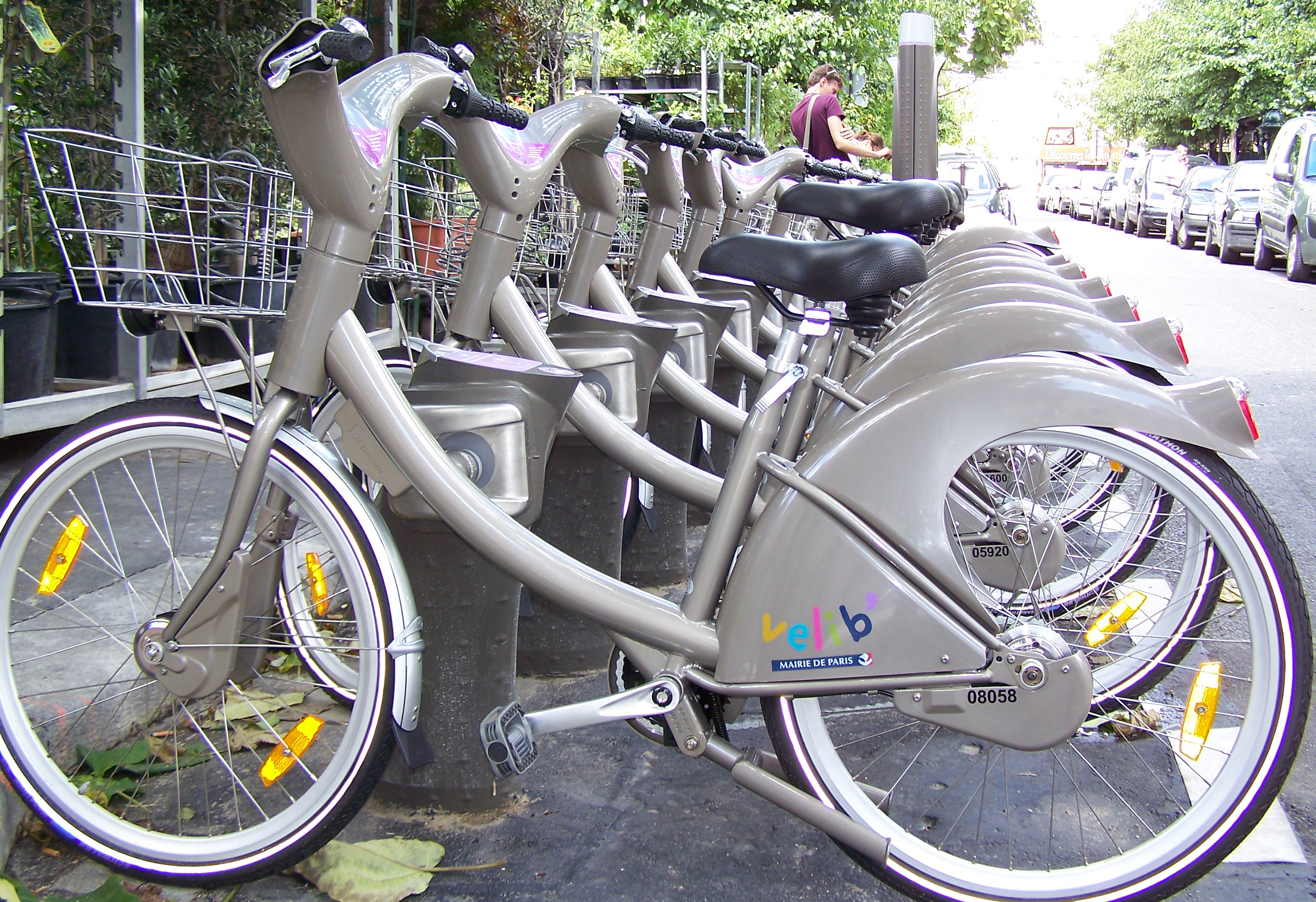
Una ciclostazione del servizio Vélib’

Vélib’ (parola macedonia composta da vélo e liberté; in italiano: bicicletta libertà) è un programma pubblico di noleggio biciclette di Parigi, in Francia.

## Storia
Il servizio è stato lanciato il 15 luglio 2007 con 10 000 biciclette e 750 stazioni automatiche. Visto il successo del progetto, che la società di gestione quantifica in 10 000 000 di noleggi e 150 000 abbonati al novembre 2007, il numero di biciclette è stato portato a 20 000, quello delle stazioni a 1451.
È stata prevista l'espansione sia del numero dei mezzi disponibili a 50 000, sia della zona di influenza, allargata ad alcune città contigue a Parigi stessa. L'iniziativa segue di due anni la prima su vasta scala avvenuta in Francia nella città di Lione.
L'operatore del servizio è stato 2007 al 2017 JCDecaux; dal gennaio 2018 il nuovo operatore è il consorzio franco-spagnolo Smovengo.

## Caratteristiche
A fronte del deposito di una cauzione, l'utente, purché di età superiore ai 14 anni e di altezza superiore ai 150 cm, può sottoscrivere un abbonamento di durata varia (giornaliera, settimanale o annuale) per usufruire di una bicicletta "unisex" fornita di un cambio a tre rapporti.
La due ruote è fornita di attrezzature antifurto, di carenature di protezione delle parti meccaniche e di RFID per il riconoscimento della stessa e, così accessoriata, raggiunge un peso di circa 22 chilogrammi.